# Sharp PC-3201
Sharp PC-3201 (PC-3201) је професионални рачунар, производ фирме Шарп (Sharp) који је почео да се израђује у Јапану током 1980. године.
Користио је Z80-A као централни микропроцесор а RAM меморија рачунара PC-3201 је имала капацитет од 32 KB прошириво до 64 KB. 
Као оперативни систем кориштен је FDOS (Sharp Operating System).

## Детаљни подаци
Детаљнији подаци о рачунару PC-3201 су дати у табели испод.
|                       |                                                                                        |
| [ 1 ]                 |                                                                                        |
| Произвођач            | Шарп                                                                                   |
| Тип                   | професионални рачунар                                                                  |
| Меморија              | 32 прошириво до 64 KB                                                                  |
| Поријекло             | Јапан                                                                                  |
| Година                | 1980                                                                                   |
| Тастатура             | пуни помак, 96 тастера са 10 функцијских тастера, тастери смјера и нумеричка тастатура |
| Процесор              |                                                                                        |
| Фреквенција процесора | 4                                                                                      |
| RAM                   | 32 прошириво до 64 KB                                                                  |
| ROM                   | 32 (Sharp BASIC)                                                                       |
| Текст                 | 80 знакова x 25 линија                                                                 |
| Графика               | нема                                                                                   |
| Боја                  | једна боја                                                                             |
| Звук                  | мали звучник                                                                           |
| Димензије             | непознато                                                                              |
| Портови               |                                                                                        |
| Оперативни систем     |                                                                                        |